# Облоке
Облоке (на словенски: Obloke) е село в Словения, регион Горишка, община Толмин. Според Националната статистическа служба на Република Словения през 2015 г. селото има 19 жители.